# 奧什騷亂
奧什騷亂，是1990年6月發生在吉爾吉斯蘇維埃社會主義共和國城市奧什和烏茲根的民族衝突事件，起因是當地烏茲別克人和吉爾吉斯人為爭奪一塊集體農莊土地的使用權引起，官方估計有300-600人死亡，非官方估計超過1000人死亡。

## 歷史背景
在蘇聯時期前，費爾干納奧什地區的居民自稱欽察人。在20世紀20年代，語言作為中亞民族劃分的關鍵因素，蘇聯人類學家把住在低地的欽察人稱為烏茲別克人，高地為吉爾吉斯人。即使如此，但在吉爾吉斯人居住地區仍有大量烏茲別克人生活。因為該地區的石油儲量，當地的知識分子能夠得到顯著程度的富裕，但基礎設施仍然落後。在勃列日涅夫時代，當地就已經有失業的現象。
到80年代後期，烏茲別克人和吉爾吉斯人之間的經濟狀況已有顯著的差異。烏茲別克人在當地傳統上是商人和農民，戈爾巴喬夫時代的市場化環境中受益最多。相反吉爾吉斯人歷來也是牧人和農民，受到經濟低迷衝擊失業率達22.8％，同時也住宅不足。除了經濟差異，該地區的行政職位的民族比例沒有對人口的變動作出反應。只有4％的關鍵官職都是由烏茲別克人出任。
在80年代後期，一些種族間的爭議已經困擾費爾干納地區。在吉爾吉斯蘇維埃社會主義共和國，民族緊張關係開始於1990年春，一個名為阿多拉特的烏茲別克民族主義團體，開始上訪奧什政府要求更大的代表性和烏茲別克語學校，出版物和文化更大的自由。同時吉爾吉斯民族主義組織，也為自己的需求而上訪，其中最重要的是屬於列寧集體農莊的土地分配問題。烏茲別克和吉爾吉斯示威者聚集在集體農莊，以抗議黨的決定。

## 騷亂
暴力事件在6月4日開始於奧什，在同一天開始蔓延到奧什省其它一些地區。6月5日烏茲根時出現暴力事件，直接原因是烏茲根市集和巴士站的吉爾吉斯人和烏茲別克人之間的糾紛。
在暴亂中一些當地的民兵（當地的蘇聯警察部隊）參與騷亂中表示效忠自己的民族。暴力不只是局限於城市地區，在烏茲根和奧什周邊的農村，吉爾吉斯牧民經常騎馬去鄉村，恐嚇強姦烏茲別克女農民，謀殺和破壞財產。
在伏龍芝（今比什凱克），示威者要求吉爾吉斯蘇維埃社會主義共和國的總統辭職。6月6日，戈爾巴喬夫終於調動蘇聯軍隊進入衝突地區，並保持只駐守在城市。烏茲別克-吉爾吉斯邊境被封鎖，以防止烏茲別克人從鄰近的烏茲別克蘇維埃社會主義共和國加入騷亂。據目擊者和個人的證詞，大多數鬧事者都是年輕的男性，29％為青少年。

## 事後
奧什騷亂是前蘇聯唯一一次經過法院主導調查的種族衝突。吉爾吉斯1991年獨立後政府進行的審判中，48個參加者46人被判有罪，大多數參加者是吉爾吉斯人，最高被判18年有期徒刑。